# Wendlingen am Neckar (Landschaftsschutzgebiet)
Wendlingen am Neckar ist ein Landschaftsschutzgebiet im Landkreis Esslingen in Baden-Württemberg.

## Lage und Beschreibung
Das rund 227 Hektar große Landschaftsschutzgebiet besteht aus sechs Teilgebieten. Es liegt nördlich und östlich des Stadtgebiets von Wendlingen. Es entstand durch Verordnung des Landratsamts Esslingen vom 25. November 1992. Gleichzeitig trat die Verordnung des ehemaligen Landratsamtes Nürtingen zum Schutze der Landschaftsteile und Landschaftsbestandteile im Landkreis Nürtingen vom 22. Oktober 1942 insoweit außer Kraft, als sie den Geltungsbereich der neuen Schutzgebietsverordnung betraf. Es gehört zu den Naturräumen 101-Mittleres Albvorland und 106-Filder innerhalb der naturräumlichen Haupteinheit 10-Schwäbisches Keuper-Lias-Land. 

## Schutzzweck
Wesentlicher Schutzzweck ist laut Schutzgebietsverordnung die Erhaltung landschaftsprägender Wiesen, Obstbaumwiesen, Hecken, Feld- und Bachgehölze sowie Bachläufe. Diese belebten Landschaftselemente mit ihrer hohen ökologischen Wertigkeit sind wichtige Lebens- und Rückzugsgebiete für viele, zum Teil bedrohte Tier- und Pflanzenarten. Sie haben auf der ansonsten vorwiegend von intensiver Siedlungsnutzung oder landwirtschaftlicher Nutzung geprägten Markung der Stadt Wendlingen am Neckar eine überragende Bedeutung für die Leistungsfähigkeit des Naturhaushaltes und vermitteln darüber hinaus dem erholungssuchenden Menschen Naturnähe und sind von hohem Erlebniswert. Die Erhaltung dieser Bereiche als Lebensraum für Pflanzen und Tiere sowie als Erholungsraum des Menschen ist von allgemeinem Interesse und soll durch die Unterschutzstellung gesichert werden. Weitere Ziele der Unterschutzstellung sind u. a. die Verhinderung der Entstehung weiterer Kleinbauten und Einfriedigungen und die Erhaltung der Grünzäsur zwischen den Markungen Wendlingen und Bodelshofen.